# Machus Red Fox
Das Machus Red Fox war ein US-amerikanisches Restaurant an der sogenannten „Telegraph Road“ im Norden von Detroit im Vorort Bloomfield Hills. Berühmt wurde es durch das spurlose Verschwinden des Gewerkschaftsführers Jimmy Hoffa am 30. Juli 1975.
Das Machus Red Fox wurde 1965 durch Harris O. Machus eröffnet und gehörte damit nicht nur zu einer Kette von Restaurants und Bäckereien des Eigentümers, sondern galt als „Kronjuwel“ des Unternehmens. Es war als  Restaurant für gehobene Ansprüche (im englischen Landstil) mit Jagdclub-Motiven positioniert und verfügte über rund 270 Sitzplätze. 
1996 schloss das Restaurant und an selbiger Stelle wurde ein italienisches Restaurant („Andiamo“) eröffnet; Harris Machus selbst starb im Jahre 2001.

## Jimmy Hoffa
Viele wohlhabende und einflussreiche Personen frequentierten das Restaurant, darunter auch der Boss der US-amerikanischen Transportarbeitergewerkschaft der „Teamsters“. Er galt dort als Stammgast und dort hatte auch der Hochzeitsempfang seines Sohnes James P. Hoffa stattgefunden. Seit er 1971 aus dem Gefängnis entlassen wurde, versuchte Hoffa erneut Präsident der Gewerkschaft zu werden.
Seiner Frau Josephine hatte Hoffa am Tage seines Verschwindens am 30. Juli 1975 erklärt, er würde sich dort mit seinem Gewerkschaftskollegen Anthony „Tony Pro“ Provenzano und dem Mafiaboss Anthony Giacalone treffen und um 16:00 Uhr wieder zurück sein. Beide Personen bestritten jedoch die Existenz einer solchen Verabredung.
Hoffa führte zwei Telefongespräche von einem öffentlichen Apparat aus, kurz darauf gegen 14:30 Uhr verschwand er spurlos. Da ein Zeuge ausgesagt hatte, Hoffa sei auf dem Parkplatz in ein Auto mit mehreren Insassen auf den Rücksitzen eingestiegen, wurde die Theorie entwickelt, dass Hoffa zu einem anderen Ort gebracht wurde.
Am 2. August übernahm das FBI die Ermittlungen und über 200 Agenten begannen ihre Nachforschungen in New Jersey, Detroit und vier anderen großen Städten. Das Auto von Hoffa, ein grüner Pontiac Grand Ville, war bereits am 1. August unverschlossen im nördlichen Teil auf dem Parkplatz des Restaurants aufgefunden worden, weshalb das FBI für einige Tage ein Büro im Bankett-Saal des Machus Red Fox einrichtete.
Durch dieses – bis heute geradezu in das kollektive Bewusstsein der Amerikaner eingebrannte – Verschwinden Hoffas, fürchtete Harris Machus um den Ruf des Restaurants und in der Tat wurde das Restaurant immer wieder von Schau- und Sensationslustigen besucht.
Koordinaten: 42° 32′ 32,3″ N, 83° 17′ 8,1″ W